# Nouvel An lunaire

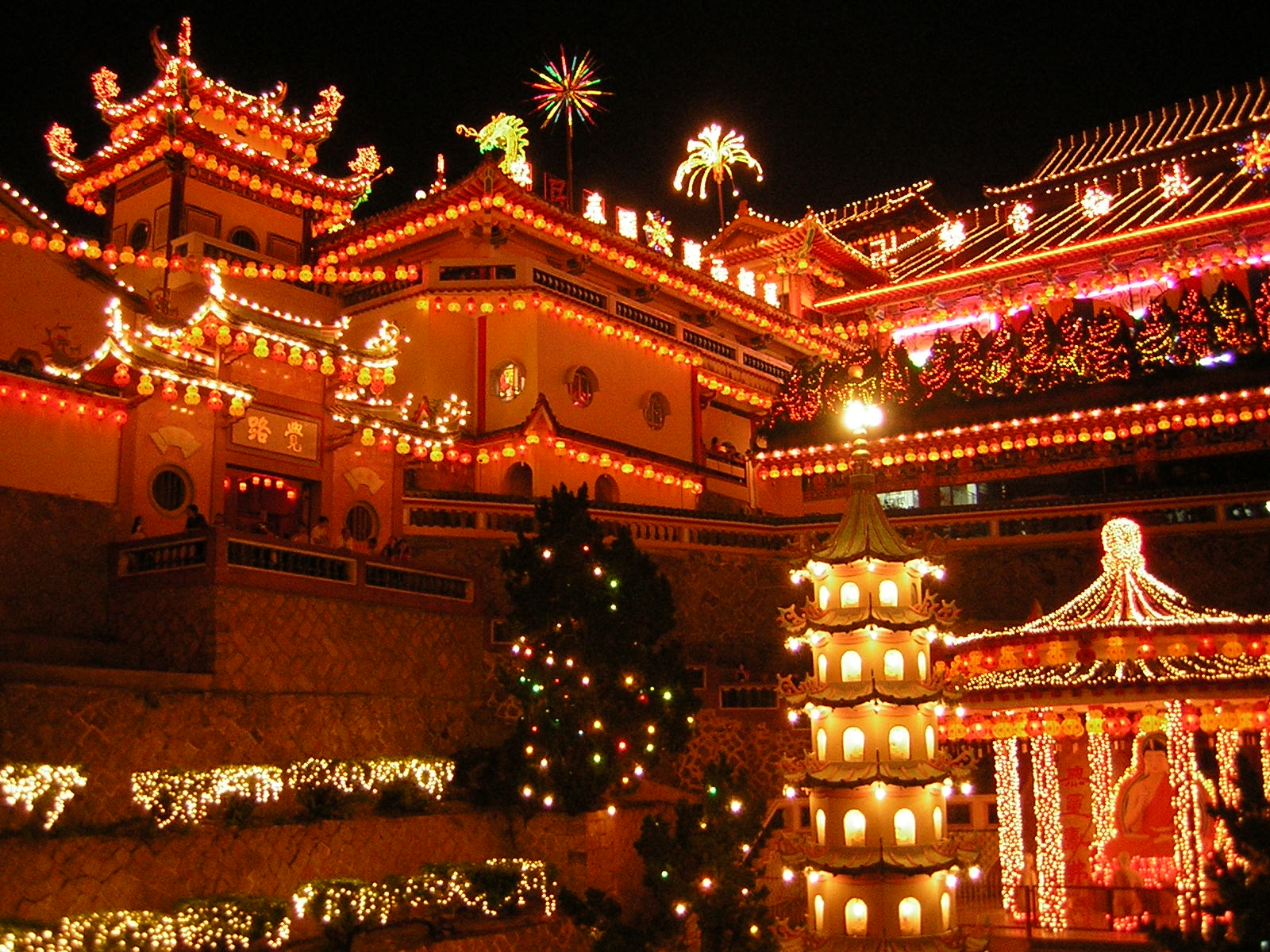
Illuminations pour le Nouvel An lunaire à Penang, en Malaisie (20 février 2005).

Le Nouvel An lunaire est le jour de l'an d'une année d'un calendrier coordonné par les phases lunaires.

## Généralités
Il existe deux types principaux de calendriers réglés sur les phases de la Lune : les calendriers lunaires et luni-solaires. Le jour du début de leur année varie quand il est exprimé dans un calendrier solaire, comme le calendrier grégorien. Un calendrier lunaire n'est pas du tout lié à l'année solaire et son jour de l'an progresse ou régresse chaque année par rapport à elle, selon qu'il possède plus ou moins de 13 mois lunaires. En comparaison, le jour de l'an d'un calendrier luni-solaire reste relativement synchronisé avec l'année solaire : ses mois sont reliés aux cycles lunaires mais sa longueur est périodiquement ajustée, typiquement grâce à un mois intercalaire.
Comme la nouvelle lune apparait dans le ciel terrien tous les 29 jours, le nouvel an lunaire n'est lié à aucun évènement particulier de la lune, mais est choisi comme étant la 13e apparition de la nouvelle lune, après la date du précédent nouvel an.
Le Nouvel An lunaire est célébré par plusieurs pays asiatiques, notamment la Chine, le Vietnam et la Corée. Il suit un calendrier luni-solaire, et non strictement lunaire.

## Exemples

### Calendriers lunaires
Le calendrier musulman est un calendrier lunaire de 12 mois, plus court d'environ onze jours qu'une année solaire et calculé selon l'année hégirienne : il régresse donc progressivement par rapport à celle-ci. Le jour de l'an musulman peut ainsi tomber à n'importe quelle saison dans le calendrier grégorien,,,.

### Calendriers luni-solaires

#### Asie de l'Est
Les célébrations du Nouvel An en Asie de l'Est sont basées sur le calendrier chinois traditionnel,. Elles se produisent à la fin janvier ou en février dans le calendrier grégorien.
- Nouvel An chinois (Nónglì Xīnnián)
- Nouvel An japonais (Shōgatsu) (autrefois, maintenant basé sur le nouvel an du calendrier grégorien bien que toujours lié au Nouvel An lunaire sur le plan culturel)
- Nouvel An coréen (Seollal)
- Nouvel An mongol (Tsagaan Sar)
- Nouvel An tibétain (Losar)
- Nouvel An vietnamien (Tết Nguyên Ðán)

#### Asie du Sud et du Sud-Est
En Asie du Sud et du Sud-Est, le jour de l'an est basé sur le calendrier hindou. Les célébrations varient suivant les calendriers ; dans le calendrier grégorien, elles se produisent entre la fin mars et la mi-avril.
- Nouvel An birman (Thingyan)
- Nouvel An cambodgien (Chaul Chnam Thmey)
- Nouvel An cingalais (ou Puthandu) ou Nouvel An tamoul (Aluth Avurudda)
- Nouvel An du Deccan (Ugadi ou Gudi Padwa)
- Nouvel An lao
- Nouvel An du Manipur (Sajibu nongma panba ou Meitei Cheiraoba)
- Nouvel An népalais (Nepal Sambat)
- Nouvel An thaï (Songkran)

#### Calendrier hébraïque
Les traditions religieuses et laïques juives (rabbinique ou karaïte) et samaritaine comportent plusieurs fêtes liées au Nouvel An. Chaque tradition utilise une version légèrement différente du calendrier hébraïque :
- Tou Bichvat, le « Nouvel An des arbres », est une fête d'institution rabbinique, mais n'est pas célébrée dans les calendriers karaïtes et samaritains. Elle se produit à la fin de l'hiver ou au début du printemps.
- Pessa'h n'est pas associée à une célébration du Nouvel An dans le judaïsme rabbinique. Dans les traditions karaïste et samaritaine, elle conclut les célébrations du Nouvel An qui débutent le 1er nissan. Elle se produit à la fin du printemps pour les Karaïtes (mars-avril) et au tout début de l'été pour les Samaritains (avril-mai).
- Rosh Hashanah LaBehema, le « Nouvel An des animaux », est une fête mineure dans la tradition rabbinique. Elle a lieu le 1er eloul, à la toute fin de l'été ou au début de l'automne.
- Roch Hachana célèbre la nouvelle année civile dans le judaïsme rabbinique. Elle a lieu le 1er tishri, en automne.

### Article lié
- Jour de l'an